# Turquía en los Juegos Olímpicos de Melbourne 1956
Turquía estuvo representada en los Juegos Olímpicos de Melbourne 1956 por un total de 19 deportistas masculinos que compitieron en dos deportes.
El portador de la bandera en la ceremonia de apertura fue el luchador Hamit Kaplan.

## Medallistas
El equipo olímpico turco obtuvo las siguientes medallas:
| Nombre             | Deporte            | Competición |
| ------------------ | ------------------ | ----------- |
| Oro                |                    |             |
| Mithat Bayrak      | Lucha grecorromana | 73 kg M     |
| Mustafa Dağıstanlı | Lucha libre        | 57 kg M     |
| Hamit Kaplan       | Lucha libre        | +87 kg M    |
| Plata              |                    |             |
| Rıza Doğan         | Lucha grecorromana | 67 kg M     |
| İbrahim Zengin     | Lucha libre        | 73 kg M     |
| Bronce             |                    |             |
| Dursun Ali Eğribaş | Lucha grecorromana | 52 kg M     |
| Hüseyin Akbaş      | Lucha libre        | 52 kg M     |